# Chiruromys vates
Chiruromys vates  (Thomas, 1908) è un roditore della famiglia dei Muridi endemico della Nuova Guinea.

## Descrizione

### Dimensioni
Roditore di piccole dimensioni, con la lunghezza della testa e del corpo tra 84,5 e 126 mm, la lunghezza della coda tra 128 e 183 mm, la lunghezza del piede tra 22,5 e 26 mm, la lunghezza delle orecchie tra 13,5 e 19 mm e un peso fino a 68 g.

### Aspetto
Il colore delle parti superiori è bruno-grigiastro, più brunastro lungo i fianchi, mentre le parti ventrali, il muso e le guance sono bianchi. Le orecchie sono allungate, strette e leggermente appuntite. Le vibrisse sono lunghe fino a 70 mm.  La coda è più lunga della testa e del corpo, è prensile ed ha 8 anelli di scaglie per centimetro. Il cariotipo è 2n=44 FN=48.

## Biologia

### Comportamento
È una specie arboricola. Si rifugia negli alberi cavi in piccoli gruppi.

### Riproduzione
Le femmine partoriscono diverse volte l'anno.

## Distribuzione e habitat
Questa specie è diffusa nella parte sud-orientale della Nuova Guinea.
Vive nelle foreste tropicali umide e probabilmente anche nelle foreste secondarie fino a 1.500 metri di altitudine.

## Conservazione
La IUCN Red List, considerato il vasto areale e la popolazione numerosa, classifica C.vates come specie a rischio minimo (Least Concern).